# 릴리아 카브라우
릴리아 카브라우(Lília Cabral, 1957년 7월 13일 ~ )는 브라질의 배우이다. 2010 브라질 영화대상 여우주연상 수상자이다.